# Securidaca dasycarpa
Securidaca dasycarpa är en jungfrulinsväxtart som beskrevs av Porphir Kiril Nicolai Stepanowitsch Turczaninow. Securidaca dasycarpa ingår i släktet Securidaca och familjen jungfrulinsväxter. Inga underarter finns listade i Catalogue of Life.